# ГЕС Гарафірі
ГЕС Гарафірі — гідроелектростанція на південному заході Гвінеї. Знаходячись вище від ГЕС Калета, становить верхній ступінь каскаду на річці Конкуре, котра тече через Гвінею у широтному напрямку до впадіння в Атлантичний океан біля столиці країни Конакрі. В майбутньому між двома зазначеними станціями буде зведена ГЕС Souapiti, яка перебере на себе роль другого ступеню каскаду.
Під час будівництва, котре тривало з 1995 по 1999 роки, річку перекрили земляною греблею висотою 75 метрів та довжиною 725 метрів, яка утримує водосховище із площею поверхні до 91 км2 та об'ємом 1,6 млрд м3.
Зі сховища ресурс через три водоводи діаметром 3 метри подається до  машинного залу, розташованого біля лівого берега у двох сотнях метрів від підніжжя греблі. Зал обладнали трьома турбінами типу Френсіс потужністю по 25 МВт, котрі забезпечують виробництво 264 млн кВт·год електроенергії на рік (мінімальний проєктний рівень — 219 млн кВт·год).
Видача продукції відбувається по ЛЕП, що працює під напругою 110 кВ.